# Nhà thờ Kẻ Sét
Nhà thờ Kẻ Sét (cũng còn có tên là "Nhà thờ Thịnh Liệt" hoặc "Nhà thờ Làng Tám"; tên chính thức là Nhà thờ Đức Nữ vương) là một nhà thờ Công giáo thuộc Tổng giáo phận Hà Nội, tọa lạc tại số 111 phố Giáp Bát, phường Tương Mai, Hà Nội, gần đường Giải Phóng. Nhà thờ được xây dựng năm 1911, gồm ba phần: tiền sảnh rộng, khu đất cho giáo dân và cung thánh. Nơi đây cũng là quê hương của linh mục Máctinô Tạ Đức Thịnh, một trong số các thánh tử đạo Việt Nam của Giáo hội Công giáo.